# 筑波山固定局
筑波山固定局（つくばさんこていきょく）は、茨城県つくば市筑波山にある無線通信の中継施設群。

## 概要
標高871mの筑波山の西側にある男体山山頂付近に、NHKと関東民放4社（日本テレビ、テレビ朝日、TBSテレビ、フジテレビ）のテレビ局の固定局が設置されている。主な用途は、中継車やヘリコプターから伝送された映像・音声を各放送局へ中継する役割を持っている。また、各中継局のTTL回線中継、放送事業用無線基地局の役割もある。
男体山は、ブナ林の自然保護の為、立ち入り禁止。

## 各放送局
- 1社鉄塔

NHK
- 4社共同鉄塔

日本テレビ
フジテレビ
テレビ朝日
TBSテレビ
その他
- JR東日本
- 筑波大学 筑波山気象観測ステーション
- NTT東日本
- 警察庁